# Phạm Gia Khiêm
Phạm Gia Khiêm (ur. 6 sierpnia 1944 w Hanoi), wietnamski polityk, wicepremier Wietnamu od 1997, minister spraw zagranicznych od 28 czerwca 2006.

## Życiorys
Phạm Gia Khiêm w latach 1963–1967 studiował na Uniwersytecie Hanoi. Od 1967 do 1970 pracował jako wykładowca inżynierii mechanicznej na Uniwersytecie Bac Thai. Od 1971 do 1975 studiował metalurgię w Czechosłowacji, gdzie uzyskał tytuł doktora.
W 1976 rozpoczął pracę jako urzędnik w Ministerstwie Inwestycji i Planowania. W ciągu 20 lat pracy w tym ministerstwie, Phạm Gia Khiêm był dyrektorem Departamentu Nauki, a na koniec wiceministrem całego resortu. Od listopada 1996 do września 1997 zajmował stanowisko ministra nauki, technologii i środowiska.
W październiku Phạm Gia Khiêm został wicepremierem Wietnamu. 28 czerwca 2006 objął funkcję ministra spraw zagranicznych w gabinecie premiera Nguyễna Tấn Dũnga. W marcu 2007 odbył podróż zagraniczną do Stanów Zjednoczonych, w czasie której spotkał się z sekretarz stanu USA Condoleezzą Rice.

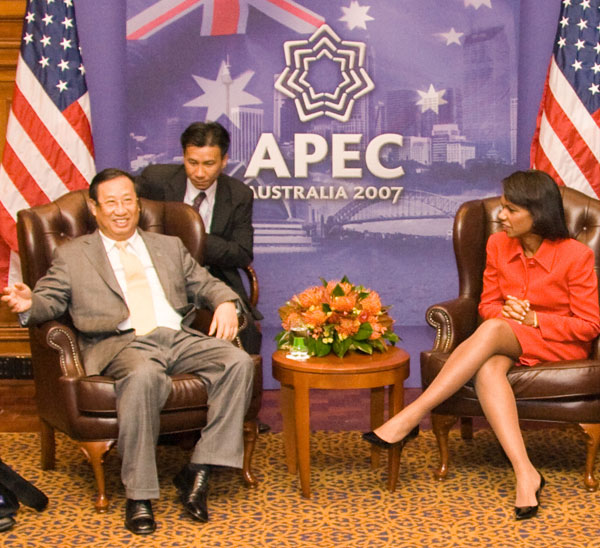
Phạm Gia Khiêm z Condoleezzą Rice w czasie szczytu APEC we wrześniu 2007.

Phạm Gia Khiêm jest żonaty, ma dwie córki.